# 아르테 (만화)
아르테(Arte, 일본어: アルテ)는 오쿠보 케이의 일본 만화 시리즈이다. 2013년 10월부터 도쿠마 쇼텐의 청년 만화 잡지 월간 코믹 제논에 연재되었다. 단행본 18권으로 수집되었다. 이 만화는 북미에서 Comikey에 의해 라이센스되었다. 세븐 아크스가 각색한 애니메이션 TV 시리즈는 2020년 4월부터 6월까지 방영되었다.

## 줄거리
16세기 초 이탈리아 피렌체, 아르테는 고귀하지만 퇴폐적인 스팔레티 가문의 외동딸이다. 아르테는 어릴 때부터 그림에 남다른 재능이 있음을 입증했지만, 아버지가 돌아가시자 어머니는 돈을 아끼기 위해 그녀가 예술에 대한 사랑을 버리고 하루빨리 귀족 청년과 결혼하도록 강요한다.
그러나 아르테는 자신의 꿈을 포기하지 않고 당대의 신념에 어긋나며 언젠가 자신도 화가가 되기 위해 일할 대가를 찾기 시작한다.
그녀의 강한 의지는 결국 젊지만 유명한 화가 레오의 관심을 끌게 되고, 마침내 그녀를 제자로 받아들인다. 불행하게도 시간이 지남에 따라 아르테는 멘토 레오와 사랑에 빠지게 되고, 개인적인 예술적 꿈과 현실적인 사랑 사이에서 선택을 해야만 하는 상황에 처하게 된다.